# Erich Adler
Erich Adler, född 24 oktober 1905 i Frankenreuth, Bayern, död 26 december 1985, var en tysk-svensk kemist.
Adler blev doktor i ingenjörsteknik vid tekniska högskolan i München 1931 och blev assistent och avdelningsföreståndare vid biokemiska institutionen och institutionen för organisk-kemisk forskning vid Stockholms högskola 1933. Han blev laborator vid Svenska träforskningsinstitutet 1944, docent i organisk kemi vid Kungliga Tekniska högskolan 1946 och var professor i organisk kemi vid Chalmers tekniska högskola 1952–72. 
Adler invaldes som ledamot av Vetenskaps- och vitterhetssamhället i Göteborg 1959 och av Ingenjörsvetenskapsakademien 1966. År 1972 kallades han till utländsk ledamot av Finska Vetenskaps-Societeten. År 1982 erhöll han Anselme Payen-priset av American Chemical Society för sina arbeten kring ligninets struktur och kemi samt genom sin upptäckt av perjodatoxidation av fenoler (Adler-reaktionen). 